# Kostoľany pod Tribečom
Kostoľany pod Tribečom é um município da Eslováquia, situado no distrito de Zlaté Moravce, na região de Nitra. Tem 22,12 km² de área e sua população em 2018 foi estimada em 332 habitantes.

## Demografia
| Ano:        | 1994 | 2004    | 2014 | 2024   |
| ----------- | ---- | ------- | ---- | ------ |
| Broj ljudi: | 412  | 349     | 349  | 335    |
| Razlika:    |      | -15,29% | +0%  | -4,01% |

| Ano:               | 2023 | 2024   |
| ------------------ | ---- | ------ |
| Número de pessoas: | 331  | 335    |
| Diferença:         |      | +1,20% |